# Рок Фолс (Ајова)
Рок Фолс (енгл. Rock Falls) град је у америчкој савезној држави Ајова. По попису становништва из 2010. у њему је живело 155 становника.

## Демографија
Према попису становништва из 2010. у граду је живело 155 становника, што је -15 (-8.8%) становника више него 2000. године.
| Група             | 2000.       | 2010.       |
| Белци             | 169 (99,4%) | 153 (98,7%) |
| Афроамериканци    | 0 (0,0%)    | 0 (0,0%)    |
| Азијати           | 0 (0,0%)    | 1 (0,6%)    |
| Хиспаноамериканци | 1 (0,6%)    | 0 (0,0%)    |
| Укупно            | 170         | 155         |